# 新闻翻译
新闻翻译是报纸上最常用的翻译类型。新闻翻译研究（JTR）是翻譯研究的一个新领域。新闻翻译在2000年代中期首次得到研究，但早在17世纪，翻译就开始出现在了报纸上。